# Wehrstrafrecht
Das Wehrstrafrecht ist das besondere Strafrecht für Straftaten, die von Soldaten oder gegen die Streitkräfte eines Landes begangen werden. Nicht zum Wehrstrafrecht im engeren Sinne gehören das Wehrdisziplinarrecht sowie  die Straftaten gegen völkerrechtliche Bestimmungen im Kriege. Diese werden regelmäßig gesondert als Völkerstrafrecht bezeichnet.
Grundsätzlich beruht das Wehrstrafrecht auf den allgemeinen Strafrechtslehren. Gewisse Besonderheiten erfordern jedoch abweichende Regelungen.
- Das Handeln auf Befehl kann ein Rechtfertigungs- oder Entschuldigungsgrund sein.
- Eine Gefährdung der eigenen Person kann in der Regel keinen entschuldigenden Notstand für einen Soldaten darstellen.
- Es bestehen zusätzliche Strafarten, z. B. Strafarrest.

Wichtige Straftaten im Wehrstrafrecht sind beispielsweise Fahnenflucht, die eigenmächtige Abwesenheit („von der Truppe“) und Gehorsamsverweigerung.

## Deutschland
Für Straftaten, die Soldaten der Bundeswehr begehen, gilt das Wehrstrafgesetz (§ 1 WStG). Die Straftaten gegen die Landesverteidigung umfasst einen eigenen Abschnitt im Strafgesetzbuch (5. Abschnitt im besonderen Teil), §§ 109–109k StGB geregelt. Straftaten gegen das Völkerrecht (Kriegsverbrechen und Völkermord) sind im Völkerstrafgesetzbuch geregelt.

## Österreich
In Österreich findet sich das Wehrstrafrecht im engeren Sinne weitgehend im Militärstrafgesetz (MilStG). Straftaten gegen das Bundesheer befinden sich in §§ 259, 260 öStGB. Völkermord ist in § 321 öStGB geregelt.

## Schweiz
In der Schweiz bestimmt sich das Wehrstrafrecht weitgehend nach dem Militärstrafgesetz. Für das formelle Recht besteht eine eigenständige Prozessordnung für den Militärstrafprozess.
Straftaten gegen die Landesverteidigung sind im bürgerlichen Strafgesetzbuch im dreizehnten Titel, Art. 276–278 StGB-CH, eingeordnet; Völkermord wird unter Art. 264 StGB-CH gefasst.

## Vereinigte Staaten
Als Rechtsgrundlage der amerikanischen Militärgerichtsbarkeit dient der Uniform Code of Military Justice.